# Junonia nucleata
Junonia nucleata är en fjärilsart som beskrevs av Stoneham 1965. Junonia nucleata ingår i släktet Junonia och familjen praktfjärilar. Inga underarter finns listade i Catalogue of Life.